# Coscaronia atrogonia
Coscaronia atrogonia är en tvåvingeart som beskrevs av Cortes 1979. Coscaronia atrogonia ingår i släktet Coscaronia och familjen parasitflugor. Inga underarter finns listade i Catalogue of Life.